# 구몬교육연구회

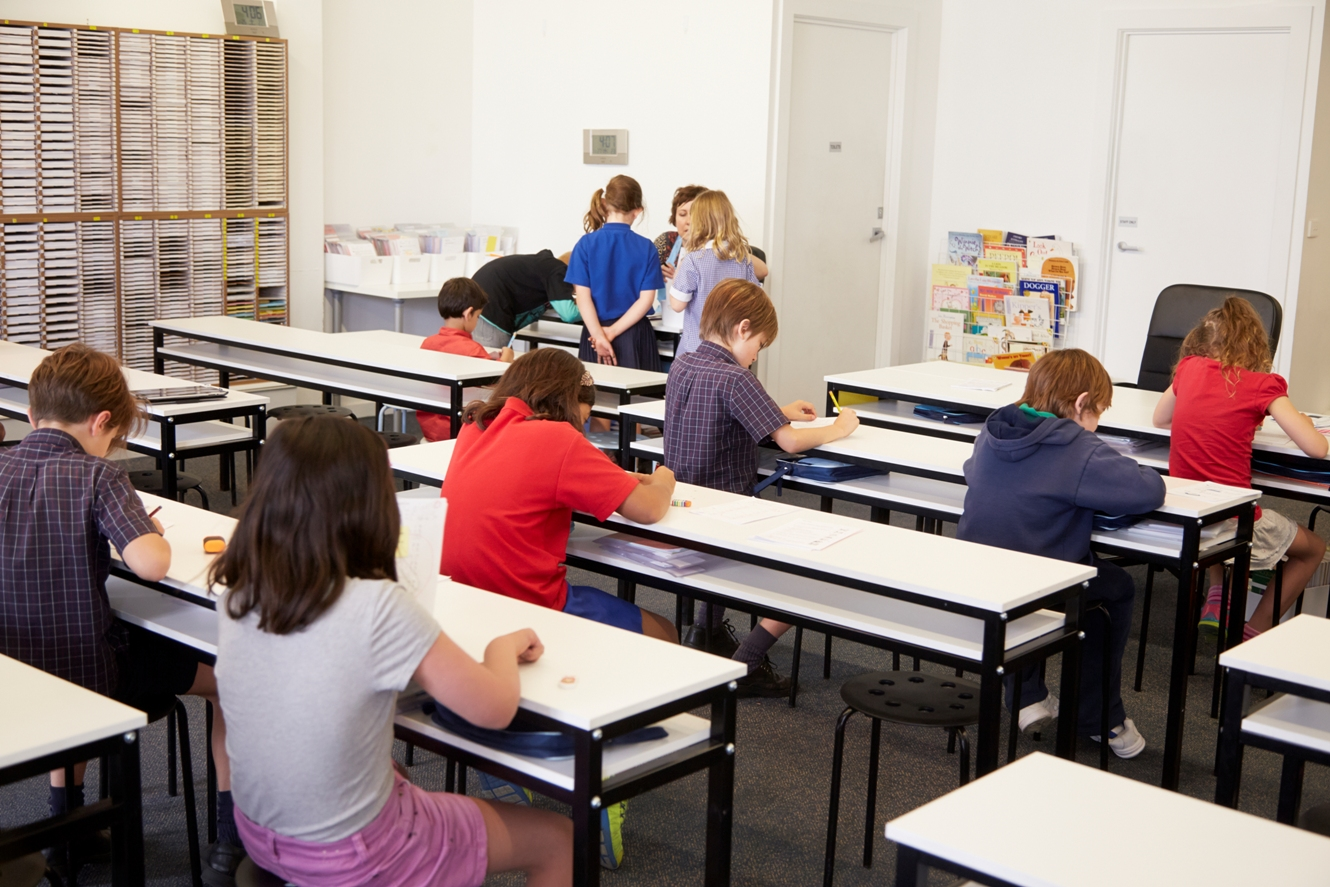
구몬 센터 안에서 학습하는 학생들

구몬교육연구회(일본어: 公文教育研究会, 영어: Kumon Institute Education Co.,Ltd.)은 구몬 도루가 설립한 사교육 법인이다. 구몬은 수학과 독해 능력을 향상시키는 교육과정인 구몬학습(Kumon Method)이라는 사교육 서비스를 제공하고 있다.
구몬의 로고는 생각하는 얼굴을 상징하며 한국 등 동아시아 일부 국가를 제외한 나머지 국가에서 사용 중이다.

## 역사
1954년 구몬 도루가 소학교 2학년이었던 자신의 아들 다케시의 수학 시험 성적이 나쁘게 나온 것을 확인하자 아들의 수학 교과서를 확인하였다. 도루 구몬은 교과서가 학생들에게 수학 문제를 연습하도록 촉진하지 못하는 것을 보고 아들을 위해 직접 학습지를 만들었다. 이것이 구몬학습의 시작이다.
다케시의 친구들은 다케시의 성적이 오르는 것을 보고 다케시의 성적에 관심을 가졌다. 구몬 도루는 4년 후인 1958년에 일본 오사카에 구몬 교육 법인을 세웠다. 첫 해에 300명의 학생을 가르쳤다. 이후 1962년에 도쿄에도 지점을 열었다. 이후 미국, 브라질, 독일 등 49개의 국가에도 지점을 열었다.

## 구몬학습의 방법
구몬학습은 지역마다 교재가 다르지만 기본적으로 구몬수학(Kumon Math)과 구몬독해학습(Kumon Native Language Program)은 기본적으로 제공한다. (language varies by country).
학생이 처음 구몬학습의 교재를 시작할 때 학생의 수준을 평가한 뒤 수준에 따라 개별적인 학습 계획을 세운다. 우선 구몬은 보통 학생이 쉬운 단계부터 시작하며('easy starting point'), 점차적으로 어려운 과정을 학습하게 된다. 학습 프로그램이 학생의 능력에 맞는 레벨까지 점친적으로 올리며, 학생이 다음 단계로 넘어가기에 부족한 부분이 있으면, 다시 해당 단계를 복습한다. 학생의 교육 계획은 구몬의 교사들이 정기적으로 검사하며, 각 단계의 마지막 학습지를 수행하면 다음 단계로 넘어갈 수 있는지 없는지 시험을 치른다. 시험에 합격하면 다음 단계로 넘어가며, 불합격하면 해당 단계를 복습한다.
구몬의 교육자료들은 모두 연필로 쓸 수 있는 학습지에 기반한다. 학생들은 매주 한 번씩 지역의 구몬센터에 방문거나 방문하는 가정교사를 만나며, 교사와 같이 있지 않은 5일동안 매일 15-30분간 학습지를 풀 것을 권장한다. 모든 학습 분량은 사전에 정해진 계획대로 진행되며, 교사가 학생의 학습한 내용을 정기적으로 검사한다. 구몬센터는 새해의 잠깐동안만 문을 닫고, 대부분의 지역에서 공휴일에도 열려 있는 경우가 많다. 부득이하게 구몬 센터가 닫혀 있거나 가정교사가 방문하지 못할 경우에는 2주 분량의 학습지를 숙제로 제공한다.
구몬 교육은 초등학교 수준의 학생들이 받는다. 많지는 않지만 미취학 아동(pre-school student)이나 중학교 이상의 학생들도 구몬교육을 받기도 한다.

## 대한민국에서
1976년 한국공문수학연구회(韓國公文數學硏究會)라는 이름으로 처음 들여왔으며 당시 대교(당시: 대교문화)에서 운영해오다가 1991년 일본 본사와의 상표권 소송에서 패소한 뒤 결별하고 '눈높이'라는 자사의 방문형 학습지 상표로 떨어져 나왔으며 1년 뒤인 1991년 교원 (당시:공문교육연구원)을 통해 판권을 체결하였으며 이후 교원구몬 법인을 통해 학습지, 혹은 그것을 제공하는 학습지 서비스 형태로 제공하고 있다. 교사가 방문해서 학생과 1대 1로 개인 교습하는 것이 특징이다.
대한민국에서는 학습지 형태로 구몬수학, 이야기가 있는 수학, 완전국어, 구몬한자, 구몬과학, 구몬영어, 구몬일본어, 구몬중국어 등을 제공하고 있으며, 이외에도 유아들을 위한 교육 프로그램인 한글이 크는 나무, 숫자가 크는 나무, 영어가 크는 나무를 제공한다. 또한 독서지도 프로그램인 스마트 이야기독서 프로그램도 운영하고 있다.

## 진출국가
| 일본                        | 미국       | 보츠와나          |
| 대한민국                    | 캐나다     | 케냐              |
| 중국                        | 아르헨티나 | 나미비아          |
| 마카오                      | 볼리비아   | 잠비아            |
| 홍콩                        | 브라질     | 남아프리카 공화국 |
| 대만                        | 칠레       |                   |
| 베트남                      | 콜롬비아   |                   |
| 태국                        | 페루       |                   |
| 미얀마                      | 페루       |                   |
| 유럽                        |            |                   |
| 캄보디아                    | 안도라     |                   |
| 스리랑카                    | 오스트리아 |                   |
| 인도                        | 벨기에     |                   |
| 인도네시아                  | 독일       |                   |
| 말레이시아                  | 그리스     |                   |
| 싱가포르                    | 헝가리     |                   |
| 브루나이                    | 아일랜드   |                   |
| 필리핀                      | 이탈리아   |                   |
| 카타르                      | 룩셈부르크 |                   |
| 바레인                      | 네덜란드   |                   |
| 아랍에미리트 (홈페이지없음) | 스페인     |                   |
| 오스트레일리아              | 스위스     |                   |
| 뉴질랜드                    | 영국       |                   |

## 같이 보기
- 구몬 도루
- 교원그룹